# José Mijalchyk
José "Pepe" Eloy Mijalchyk (San Miguel de Tucumán, Argentina, 13 de diciembre de 1941 - ib., 7 de junio de 2016) fue un sacerdote católico argentino. En 2013 fue absuelto de supuestos delitos que habrían sucedido durante la última dictadura cívico-militar argentina autodenominada Proceso de Reorganización Nacional (1976-1983), convirtiéndolo así en el primer cura juzgado por delitos de lesa humanidad.
La acusación se fundamentaba en haber sido colaborador del régimen militar, ya que fue de hecho el capellán del Centro Clandestino de Detención "Arsenal Miguel de Azcuénaga" entre 1976 y 1977.

## Antecedentes
El 20 de julio de 1968, cuando tenía 26 años de edad fue ordenado sacerdote por Blas Victorio Conrero, flamante arzobispo de Tucumán.[cita requerida]
Durante la época del Proceso de Reorganización Nacional tenía permiso para observar el centro clandestino Arsenal Miguel de Azcuénaga (ubicado al norte de la ciudad de San Miguel de Tucumán, sobre la ruta nacional n.º 9, a 5 km de la iglesia de Mijalchyk). Algunos sobrevivientes recuerdan que el Padre Pepe lucía ropa de calle pero nunca se quitaba el clergyman (el cuello blanco almidonado de la sotana).
Pocos años después, el 18 de mayo de 1982, Mijalchyk fue designado capellán auxiliar del Regimiento 19 de Infantería.

## Juicios
En 2005 fue denunciado ante la Justicia federal argentina como supuesto «partícipe secundario»  en crímenes cometidos en el campo de concentración del Arsenal. En marzo de 2006, el papa Benedicto XVI lo honró con el título de «Prelado de Honor de Su Santidad», por el cual accedió de modo especial al tratamiento de «monseñor» sin necesidad de ser obispo, y pasó a formar parte de lo que se conoce como «familia pontificia».
Este nuevo prelado se desempeñó, entre otros cargos, como vicario episcopal para la caridad y la acción social, fue integrante del Colegio de Consultores y miembro del Consejo Presbiteral hasta el retiro de Luis Héctor Villalba (arzobispo de Tucumán).
En las filas del Ejército de la Nación Argentina ostentó el cargo de capellán castrense con ejercicio de su ministerio en el Liceo Militar General Gregorio Aráoz de Lamadrid, pudiendo revestir el estado y grado militar de teniente primero.
El 27 de diciembre de 2010 Daniel Bejas (juez federal de Tucumán) procesó al capellán por supuestos delitos cometidos contra Félix Viterbo Corbalán, María Angélica Mazzamuto, Roberto Romero y Antonio Raúl Romero.
El «Padre Pepe» (José Mijalchyk) fue visto por varios prisioneros en el interior del campo de concentración de Arsenales.
Mijalchyk tiene 69 años y se ordenó como sacerdote el 20 de julio de 1968. En 1972 recaló en la modesta parroquia de El Colmenar, una barriada proletaria de los suburbios de San Miguel de Tucumán en la que, excarcelado, sigue ofreciendo misa. En 1982, a pedido suyo, fue nombrado capellán auxiliar del Regimiento 19 de Infantería. En 2006 la Santa Sede lo distinguió junto a otros dos sacerdotes tucumanos con el título de “Prelado de Honor de Su Santidad”.

María Angélica Mazzamuto era directora del colegio de El Colmenar y conocía muy bien al Padre Pepe. Estuvo secuestrada en el Arsenal.
«Se lo sentía pararse en algunos boxes, consolar a algunos y exhortarlos a hablar con toda sinceridad con la gente del Ejército», declaró la mujer ante el juez. Varios sobrevivientes escucharon a Viterbo Corbalán ―luego asesinado― con un delirio místico en el que le juraba a Dios que si vivía únicamente se dedicaría a su familia. Corbalán había sido delegado ferroviario, militante del PCR y ateo.
El capellán afirmó:

Esto es cosa de los zurdos. [...] Me quieren agarrar porque soy capellán castrense y asisto espiritualmente al general [Luciano Benjamín] Menéndez, como «se la di» a [Mario Albino] Zimmermann y [Alberto] Cattáneo hasta que murieron y a [Domingo] Bussi hasta que lo trasladaron.
José Pepe Mijalchyk

Hasta 2012 celebra misa todas las semanas en la parroquia San José Obrero, de El Colmenar (noreste de San Miguel de Tucumán).
El 24 de septiembre de 2012, en ocasión de la celebración del Centenario de la Coronación Pontificia de Nuestra Señora de la Merced y del Bicentenario de la Batalla de Tucumán, y aprovechando la presencia en Tucumán de Emil Paul Tscherrig (nuncio apostólico en Argentina), un gran número de feligreses de la jurisdicción parroquial de José Mijalchyk se hicieron presentes frente a la Catedral Metropolitana de Tucumán, con un gran cartel en el que imploraban a «María de la Merced, redentora de cautivos» por la libertad de Mijalchyk y los demás presos.
Facundo Maggio y Tomás Robert, patrocinantes del sacerdote José Mijalchyk, argumentaron en su defensa durante el juicio que habría habido «contradicciones e inconsistencias» y afirmó que es una «caza de brujas». El abogado Facundo Maggio insistió en este último concepto y remarcó una «clara intencionalidad» de relacionar a la Iglesia con el terrorismo de Estado, al defender a Mijalchyk. La Fiscalía sostiene que el sacerdote se habría desempeñado como capellán de hecho del centro clandestino del Arsenal. «Ni las acusaciones ni los testimonios dan cuenta de una participación de mi defendido. Está aquí por inadmisibles conjeturas», rechazó Maggio.
El letrado Luis Velasco, defensor oficial, por su parte, aseguró que se pretende que haya «algún cura tras las rejas». Consideró que se está juzgando a personas «cuyas vidas se pusieron en riesgo y que fueron acosadas por pertenecer a instituciones». «Se les aplica un derecho penal del enemigo, que no tiene en cuenta las garantías constitucionales. No les explicaron de qué se los acusa y los acusadores no han podido señalar una imputación concreta, debiendo variar las originales. Ejercer una defensa en estas condiciones es prácticamente imposible, una labor titánica en una soledad absoluta y con todos los recursos del estado puestos en contra», cuestionó. Afirmó que la Justicia se está utilizando como un «instrumento de persecución política».
El 13 de diciembre de 2013, después de 13 meses de proceso, se dictó la sentencia en la sala del Tribunal Oral Federal (TOF), de Chacabuco y Cristóstomo Álvarez y allí José Eloy Mijalchyk fue absuelto de toda culpa y cargo por falta de méritos y puesto en inmediata libertad.
Fue párroco de la iglesia San José Obrero del barrio El Colmenar, ubicado en el noreste de la ciudad de San Miguel de Tucumán (capital de la provincia de Tucumán).
El 7 de junio de 2016 a la edad de 75 años, falleció.
A lo largo de su vida como sacerdote, Mijalchyk fundó la Iglesia San José Obrero de El Colmenar y diversas capillas del interior de la provincia de Tucumán.